# Juan Martín del Potro
Juan Martin del Potro (sinh 23 tháng 9 năm 1988) là cựu vận động viên quần vợt chuyên nghiệp người Argentina. Anh là nhà vô địch giải quần vợt US Open 2009 sau khi giành chiến thắng trước Roger Federer 3-6 7-6(5) 4-6 7-6(4) 6-2.
Bắt đầu cầm vợt khi lên 7, del Potro đã giành trận thắng chuyên nghiệp đầu tiên vào năm 2004, khi 15 tuổi. Vào năm 2008, anh đã trở thành tay vợt đầu tiên trong lịch sử ATP giành được bốn danh hiệu đầu tiên trong sự nghiệp một cách liên tiếp. Del Potro cũng sở hữu chuỗi chiến thắng liên tiếp dài thứ hai của năm 2008, cũng là chuỗi chiến thắng dài thứ hai được tạo ra bởi một tay vợt tuổi teen trong kỷ nguyên Open, sau Rafael Nadal, với 23 chiến thắng trong năm giải đấu. Thành tựu lớn nhất của del Potro chính là chức vô địch US Open 2009, nơi anh đánh bại Roger Federer trong trận chung kết và Nadal ở bán kết, trở thành người đầu tiên và duy nhất cho đến hết tháng 1 năm 2011, đánh bại được cả Nadal và Federer trong cùng một Grand Slam. Anh là tay vợt trẻ thứ năm và cũng là tay vợt Argentina thứ hai giành chức vô địch Mỹ mở rộng trong kỷ nguyên mở rộng.
Bố của anh, Daniel del Potro từng là một vận động viên rugby bán chuyên nghiệp ở Argentina và là một bác sĩ thú y. Mẹ của anh, Patricia, là một giáo viên, gia đình anh còn có một cô em gái tên Julieta. Del Potro nói tiếng Tây Ban Nha như tiếng mẹ đẻ, ngoài ra anh còn có thể nói tiếng Italia và Anh. Bên cạnh quần vợt, Potro cũng đam mê bóng đá. Những đội bóng mà anh ủng hộ là Boca Juniors ở quê nhà và Juventus ở Ý. Khi còn nhỏ, Potro thường xuyên dành thời gian để chơi cả hai môn thể thao và cầu thủ người Italia lai Argentina – Mauro Camoranesi là người bạn thân của anh.
Del Potro bắt đầu chơi quần vợt dưới sự dìu dắt của huấn luyện viên Marcelo Gomez (người cũng đã huấn luyện các tay vợt sinh ra ở Tandil khác như Juan Monaco, Mariano Zabaleta và Maximo Gonzalez). Tài năng của Del Potro thực sự được khám phá bởi cựu tay vợt người Italia – Ygo Colombini, người đã đồng hành cùng anh trong những bước đầu của sự nghiệp và cho đến ngày hôm nay vẫn là người đại diện chính thức, cũng như người bạn thân thiết. Khi được hỏi về tham vọng của mình khi chơi quần vợt, del Potro đã trả lời: "Tôi có mớ ước giành được chức vô địch Grand Slam và Davis Cup".

## Khoảng thời gian 2002–2005
Ở tuổi thiếu niên, năm 2002, del Potro đã giành chức vô địch giải Orange Bowl dành cho lứa tuổi U-14, đánh bại Marin Čilić trước khi vượt qua Pavel Tchekov 6-2, 7-6(5) trong trận chung kết. Năm 2003, khi 14 tuổi, del Potro nhận được suất đặc cách tham dự ba giải đấu của ITF tại Argentina nhưng đều phải dừng bước ngay từ vòng đầu.
Tháng 5/2004, del Potro có được trận thắng chuyên nghiệp đầu tiên. Tại giải ITF tổ chức ở Buenos Aires, anh đã đánh bại Martias Niemiz, trước khi để thua Sebastian Decoud ở vòng hai. Chiến thắng tiếp theo của del Potro đến sau đó khoảng năm tháng, khi anh vượt qua tay vợt người Chile – Alvaro Loyola tại Antofagasta. Ít lâu sau, del Potro tiến đến trận tứ kết đầu tiên khi tham dự giải ITF ở Campinas, Brazil, sau những chiến thắng trước Henrique Mello và Alessandro Camarco. Mặc dù không thể đi xa hơn, nhưng với thêm hai chiến thắng nữa, anh đã kết thúc năm với sự thăng tiến đáng kể trên bảng xếp hạng, nhảy từ vị trí 1441 hồi tháng Tám lên 1077 vào tháng 11. Del Potro cũng đã lọt vào trận chung kết ở Argentina Cup và giải trẻ Campionati Internazionali D'Italia.
Ngày 11/1/2005, del Potro đã lần đầu tiên vào chung kết giải trẻ ITF - Copa del Cafe (Coffee Bowl) ở Costa Rica, nhưng để thua Robin Haase sau ba set. Anh đã có cuộc tranh cãi với trọng tài ở trận đấu này vì quyết định dừng trận đấu do mưa, vào lúc mà ưu thế đang nghiêng về Potro. Chính vì việc tạm hoãn đó mà set cuối phải chơi ở trong nhà, đây cũng là lần đầu tiên mặt sân trong nhà được dùng trong lịch sử 44 năm của giải đấu trẻ này.
Ở tuổi 16, del Potro đã có trận chung kết đầu tiên ở hệ thống Future, tại giải đấu tổ chức ở Berimbau Naucalpan, Mexico, nhưng vẫn để thua Darko Madjarovski 6–3, 4–6, 4–6. Tuy vậy, sau đó, anh đã giành được hai danh hiệu ITF liên tiếp ở Santiago, Chile và giải trẻ thế giới lần thứ 26. Ở giải đầu tiên, del Potro đánh bại Jorge Aguilar 6–4, 7–6(6), còn ở giải thứ hai, anh không để mất bất cứ một set nào trước khi đè bẹp Thiago Alves 6–1, 6–1 trong trận đấu cuối cùng, dù Alves hơn anh tới 400 bậc trên BXH vào thời điểm đó. Danh hiệu ITF thứ ba của anh có được trên quê nhà Argentina, sau khi đánh bại Damian Patriarca tại giải Buenos Aires.
Sau giải ItalyF17 ở Bassano, del Potro đã chính thức chuyển sang đánh chuyên nghiệp và ngay ở giải đấu đầu tiên, the Line Trophy ở Reggio Emilia, anh đã lọt tới bán kết, trước khi để thua người đồng hương Martín Vassallo Argüello trong 3 set. Hai giải đấu tiếp theo, del Potro đã vào đến chung kết của Credicard Citi MasterCard Tennis Cup tại Campos do Jordão, Brazil và để thua André Sá 4-6, 4-6. Sau khi chính thức bước sang tuổi 17, anh đã giành chức vô địch Montevideo Challenger khi đánh bại Boris Pašanski ở trận chung kết sau 3 set. Trong năm này, del Potro cũng lần đầu tiên tham dự vòng loại của US Open nhưng không thành công, để thua tay vợt người Paraguay – Ramon Delgado ngay vòng một. Kết thúc năm 2005, del Potro đã nhảy tới 900 bậc trên BXH Thế giới và đứng ở vị trí 158. Thời điểm đó, anh là tay vợt trẻ nhất kết thúc năm trong Top 200.

## Năm 2006
Vào tháng Hai, del Potro đã tham gia giải ATP Tour đầu tiên tại Viña del Mar và có chiến thắng trước Albert Portas, trước khi để thua tay vợt nước chủ nhà Fernando González ở vòng hai. Sau đó, khi được xếp hạng hạt giống số 7, anh đã vô địch giải Copa Club Campestre de Aguascalientes với việc đánh bại Dick Norman và Thiago Alves, trước khi hạ gục Sergio Roitman 3–6, 6–4, 6–3 trong trận chung kết.
Del Potro đã lần đầu tiên lọt vào vòng đấu chính ở giải Grand Slam – French Open năm 2006. Nhưng sau đó để thua ngay vòng một trước nhà cựu vô địch giải đấu và lúc đó được xếp hạt giống số 24 - Juan Carlos Ferrero. Sau đó, với vé đặc cách, del Potro tham dự giải ATP Umag, Croatia và lọt vào đến tứ kết, trước khi để thua Stan Wawrinka – người sau đó vô địch giải đấu, trong ba set. Tại Tây Ban Nha, anh tham dự giải Open Castilla y León Challenger, Segovia và đánh bại hạt giống số một Fernando Verdasco ở tứ kết, cùng với Benjamin Becker ở chung kết.
Với việc được xếp hạt giống số 9 ở vòng loại của US Open 2006, del Potro đã lần đầu tiên có mặt ở vòng đấu chính, sau khi lần lượt đánh bại Brian Vahaly, Wayne Arthurs và Daniel Köllerer đều trong 2 set. Khi bước vào giải, anh để thua người cũng vượt qua vòng loại như mình là Alejandro Falla người Colombia, sau 4 set ngay tại vòng một. Tiếp đó, del Potro có lần đầu tiên vượt qua vòng loại của giải ATP Masters Series tại Tây Ban Nha - Mutua Madrileña Madrid Open, nhưng để thua Joachim Johansson ở vòng đầu. Một tuần sau, với suất đặc cách tham dự giải Davidoff Swiss Indoors ở Basel, Thụy Sĩ do Roger Federer rút lui đột xuất, del Potro đã đánh bại người may mắn góp mặt ở vòng đấu chính - Tobias Clemens và George Bastl để lọt vào tới tứ kết, trước khi để thua người sau đó vô địch giải đấu là Fernando González 7–5, 4–6, 4–6. Cuối năm 2006, del Potro kết thúc năm với tư cách tay vợt trẻ nhất có mặt trong Top 100, lúc đó anh 18 tuổi 2 tháng.

## Năm 2007
Del Potro bắt đầu năm bằng việc vào tới bán kết giải ATP Adelaide ở Australia, nơi anh để thua tay vợt chủ nhà Chris Guccione 7–5, 3–6, 5–7, sau khi đã đánh bại Igor Kunitsyn 6–2, 6–0 sáng sớm cùng ngày. Sau đó, anh dừng bước tại vòng hai Australian Open trước người sau đó lọt vào chung kết - Fernando González. Khi tỉ số trận đấu đang là 6–7(7), 6–4, 7–6(3), 4–6, 0–4 thì del Potro buộc phải bỏ cuộc vì chấn thương. Đến tháng Hai, del Potro góp mặt trong đội hình Davis Cup của Argentina gặp Áo ở vòng một. Anh đã đánh bại Jürgen Melzer trong một trận đấu kịch tính với tỉ số 7–6(4), 3–6, 6–4, 4–6, 6–2, góp phần giúp Argentina lọt vào tứ kết.
Ở giải đấu trong nhà Regions Morgan Keegan Championships, del Potro đánh bại Feliciano López 6-1, 6-2 trước khi để thua Mardy Fish (người sau đó vào bán kết của giải) với tỉ số 1-6, 6-7(9) tại vòng hai. Sau đó, anh tiếp tục dừng bước ở vòng hai giải ATP Masters Pacific Life Open, khi để thua Richard Gasquet 6-7(2), 2-6, dù đã đánh bại Gustavo Kuerten ở vòng đầu. Thành tích của del Potro cải thiện hơn nhiều ở giải Sony Ericsson Open, tại đây, anh đã lọt vào tới vòng bốn (để thua Rafael Nadal 0-6, 4-6), sau khi lần lượt vượt qua ba tay vợt trong Top 50 là Jonas Björkman, Marcos Baghdatis, và Mikhail Youzhny. Vào tháng năm, anh tiếp tục để thua ngay tại vòng đầu của giải Pháp mở rộng trước nhà vô địch Rafael Nadal với tỉ số 5–7, 3–6, 2–6.
Ở giải đấu sân cỏ đầu tiên của mình, del Potro đánh bại Thomas Johansson trong hai set để lọt vào vòng hai giải Queen's Club, và lại để thua Nadal. Anh cũng lọt vào tới tứ kết giải Nottingham ngay tuần sau đó, đánh bại tay vợt vượt qua vòng loại của nước chủ nhà Jamie Baker và Kunitsyn ở hai vòng đầu, trước khi để thua Ivo Karlovic 6-7(10), 5-7. Tại Wimbledon, vượt qua Davide Sanguinetti 3–6, 6–3, 6–4, 6–4, trước khi để thua nhà đương kim vô địch Roger Federer 2–6, 5–7, 1–6 ở vòng hai, sau khi bị hoãn vì mưa ở set ba.
Ở mùa sân cứng trên đất Mỹ, del Potro để thua Frank Dancevic trong 3 set tại vòng hai giải ATP Indianapolis. Nhưng với người đánh cặp Travis Parrott, anh đã có danh hiệu đôi nam đầu tiên của mình khi vượt qua cặp đôi Teymuraz Gabashvili và Karlović 2–6, 6–2, 10–6 trong trận chung kết. Hạnh phúc với chiến thắng đặc biệt này, Potro phát biểu: "Thật tuyệt vời khi được đánh đôi cùng Parrott. Tôi rất hạnh phúc bởi vì trước đây, tôi chưa từng vô địch một giải đấu đôi nào. Đây sẽ là kỷ niệm mà tôi không bao giờ quên". Sau đó, del Potro tiếp tục vượt qua vòng loại giải ATP Masters Series Cincinnati, và vào tới vòng ba. Anh đánh bại đồng hương Guillermo Cañas cùng với Philipp Kohlschreiber ở hai vòng đầu, trước khi để thua tay vợt cựu số một thế giới – Carlos Moyá 5–7, 6–3, 5–7. Tại US Open năm đó, anh đánh bại Nicolas Mahut 6–0, 6–4, 6–2, Melzer 6–3, 6–1, 6–4, trước khi để thua hạt giống số ba Novak Djokovic 1–6, 3–6, 4–6 ở vòng ba. Ở giải Madrid Masters, anh cũng đánh bại Potito Starace 7–5, 6–1 và Tommy Robredo 6–7(4), 6–4, 6–3 ở hai vòng đầu, nhưng lại thua nhà vô địch của giải David Nalbandian tại vòng ba trong 2 set. Ngay sau đó, tại giải đấu cuối cùng trong năm, Paris Masters, del Potro vào đến vòng hai, nhưng thất bại trước Nikolay Davydenko với tỉ số 6–7(3), 1–6. Kết thúc năm, del Potro là tay vợt trẻ nhất có mặt ở Top 50, khi đó anh 19 tuổi 2 tháng.

## Năm 2008
Nửa đầu mùa giải này của del Potro đã bị ảnh hưởng bởi chấn thương và việc thay đổi huấn luyện viên. Anh bắt đầu với trận thua ngay tại vòng một giải Adelaide, nơi được xếp hạt giống số 7. Tiếp đó, del Potro vào đến vòng hai của Australian Open, nhưng lại buộc phải bỏ cuộc trước David Ferrer khi tỉ số đang là 3-6, 4-6 vì chấn thương. Đến tháng Ba, del Potro quay lại thi đấu và có được chiến thắng trước Jesse Levine, 7–5, 6–1 ở vòng một giải Sony Ericsson Open, nhưng sau đó để thua Lopez 4-6, 2-6. Vật lộn với chấn thương, thứ hạng của anh tụt xuống tận thứ 81 vào tháng Tư. "Ở thời điểm đầu năm, tôi đã chơi tốt nhưng lại gặp phải nhiều chấn thương, những vấn đề với cơ thể và sức khỏe", del Potro nói. "Tôi đi đến quyết định thay đổi huấn luyện viên, thay đổi người phụ trách vấn đề thể lực, nói chung là thay đổi mọi thứ".
Tháng Năm, del Potro một lần nữa phải bỏ cuộc, lần này là tại vòng một giải Rome Masters, khi anh đang có tỉ số 7–5, 4–6, 0–1 trước Andy Murray. Trong thời gian diễn ra set hai, tay vợt người Argentina đã có những câu nói không hay về mẹ của Murray. Sau đó, del Potro giao bóng hỏng ba lần liên tiếp và buộc phải dừng trận đấu vì chấn thương lưng. Ở giải Grand Slam thứ hai trong năm, Pháp mở rộng, anh để thua tại vòng hai trước Simone Bolelli sau 4 set. Đến tháng Sáu, del Potro đã lọt vào bán kết giải sân cỏ Ordina Open, nhưng để thua hạt giống số một và cũng là người vô địch sau đó – David Ferrer trong hai set. Năm thứ hai liên tiếp, anh bị loại ngay từ vòng hai giải Wimbledon, lần này là bởi Wawrinka sau ba set với tỉ số 6–7(5), 3–6, 5–7.

## Chung kết Grand Slam

### Đơn: 2 (1 danh hiệu, 1 á quân)
| Kết quả | Năm  | Giải đấu | Mặt sân | Đối thủ        | Tỷ số                             |
| ------- | ---- | -------- | ------- | -------------- | --------------------------------- |
| Vô địch | 2009 | US Open  | Cứng    | Roger Federer  | 3–6, 7–6(7–5), 4–6, 7–6(7–4), 6–2 |
| Á quân  | 2018 | US Open  | Cứng    | Novak Djokovic | 3–6, 6–7(4–7), 3–6                |

## Các trận chung kết quan trọng khác

### Trận tranh huy chương Olympic

#### Đơn: 2 (1 huy chương bạc, 1 huy chương đồng)
| Kết quả | Năm  | Địa điểm        | Mặt sân | Đối thủ        | Tỷ số              |
| ------- | ---- | --------------- | ------- | -------------- | ------------------ |
| Đồng    | 2012 | London Olympics | Cỏ      | Novak Djokovic | 7–5, 6–4           |
| Bạc     | 2016 | Rio Olympics    | Cứng    | Andy Murray    | 5–7, 6–4, 2–6, 5–7 |

### Chung kết ATP Finals

#### Đơn: 1 (1 á quân)
| Kết quả | Năm  | Giải đấu              | Mặt sân  | Đối thủ           | Tỷ số    |
| ------- | ---- | --------------------- | -------- | ----------------- | -------- |
| Á quân  | 2009 | ATP World Tour Finals | Hard (i) | Nikolay Davydenko | 3–6, 4–6 |

### Chung kết Masters 1000

#### Đơn: 4 (1 danh hiệu, 3 á quân)
| Kết quả | Năm  | Giải đấu             | Mặt sân | Đối thủ        | Tỷ số                    |
| ------- | ---- | -------------------- | ------- | -------------- | ------------------------ |
| Á quân  | 2009 | Canadian Open        | Cứng    | Andy Murray    | 7–6(7–4), 6–7(3–7), 1–6  |
| Á quân  | 2013 | Indian Wells Masters | Cứng    | Rafael Nadal   | 6–4, 3–6, 4–6            |
| Á quân  | 2013 | Shanghai Masters     | Cứng    | Novak Djokovic | 1–6, 6–3, 6–7(3–7)       |
| Vô địch | 2018 | Indian Wells Masters | Cứng    | Roger Federer  | 6–4, 6–7(8–10), 7–6(7–2) |

## Chung kết ATP

### Đơn: 35 (22 danh hiệu, 13 á quân)
| Giải đấu                          |
| --------------------------------- |
| Grand Slam tournaments (1–1)      |
| ATP World Tour Finals (0–1)       |
| ATP World Tour Masters 1000 (1–3) |
| Olympic Games (0–1)               |
| ATP World Tour 500 Series (9–4)   |
| ATP World Tour 250 Series (11–3)  |

| Mặt sân       |
| ------------- |
| Cứng (18–13)  |
| Đất nện (4–0) |
| Cỏ (0–0)      |

| Kiểu sân          |
| ----------------- |
| Ngoài trời (15–9) |
| Trong nhà (7–4)   |

| Kết quả | Thắng-Thua | Ngày             | Giải đấu                              | Cấp độ        | Mặt sân  | Đối thủ               | Tỷ số                             |
| ------- | ---------- | ---------------- | ------------------------------------- | ------------- | -------- | --------------------- | --------------------------------- |
| Vô địch | 1–0        | Th7 năm 2008     | Stuttgart Open, Đức                   | Intl. Gold    | Đất nện  | Richard Gasquet       | 6–4, 7–5                          |
| Vô địch | 2–0        | Th7 năm 2008     | Austria Open, Áo                      | Intl. Gold    | Đất nện  | Jürgen Melzer         | 6–2, 6–1                          |
| Vô địch | 3–0        | Th8 năm 2008     | Los Angeles Open, Mỹ                  | International | Cứng     | Andy Roddick          | 6–1, 7–6(7–2)                     |
| Vô địch | 4–0        | Th8 năm 2008     | Washington Open, Mỹ                   | International | Cứng     | Viktor Troicki        | 6–3, 6–3                          |
| Á quân  | 4–1        | Th10 năm 2008    | Japan Open, Nhật Bản                  | Intl. Gold    | Cứng     | Tomáš Berdych         | 1–6, 4–6                          |
| Vô địch | 5–1        | Th1 năm 2009     | Auckland Open, New Zealand            | 250 Series    | Cứng     | Sam Querrey           | 6–4, 6–4                          |
| Vô địch | 6–1        | Th8 năm 2009     | Washington Open, Mỹ (2)               | 500 Series    | Cứng     | Andy Roddick          | 3–6, 7–5, 7–6(8–6)                |
| Á quân  | 6–2        | Th8 năm 2009     | Canadian Open, Canada                 | Masters 1000  | Cứng     | Andy Murray           | 7–6(7–4), 6–7(3–7), 1–6           |
| Vô địch | 7–2        | Th9 năm 2009     | US Open, Mỹ                           | Grand Slam    | Cứng     | Roger Federer         | 3–6, 7–6(7–5), 4–6, 7–6(7–4), 6–2 |
| Á quân  | 7–3        | Th11 năm 2009    | ATP World Tour Finals, vương quốc Anh | Tour Finals   | Cứng (i) | Nikolay Davydenko     | 3–6, 4–6                          |
| Vô địch | 8–3        | Th2 năm 2011     | Delray Beach Open, Mỹ                 | 250 Series    | Cứng     | Janko Tipsarević      | 6–4, 6–4                          |
| Vô địch | 9–3        | tháng 5 năm 2011 | Estoril Open, Bồ Đào Nha              | 250 Series    | Đất nện  | Fernando Verdasco     | 6–2, 6–2                          |
| Á quân  | 9–4        | Th10 năm 2011    | Vienna Open, Áo                       | 250 Series    | Cứng (i) | Jo-Wilfried Tsonga    | 7–6(7–5), 3–6, 4–6                |
| Á quân  | 9–5        | Th2 năm 2012     | Rotterdam Open, Hà Lan                | 500 Series    | Cứng (i) | Roger Federer         | 1–6, 4–6                          |
| Vô địch | 10–5       | Th2 năm 2012     | Open 13, Pháp                         | 250 Series    | Cứng (i) | Michaël Llodra        | 6–4, 6–4                          |
| Vô địch | 11–5       | tháng 5 năm 2012 | Estoril Open, Bồ Đào Nha (2)          | 250 Series    | Đất nện  | Richard Gasquet       | 6–4, 6–2                          |
| Vô địch | 12–5       | Th10 năm 2012    | Vienna Open, Áo                       | 250 Series    | Cứng (i) | Grega Žemlja          | 7–5, 6–3                          |
| Vô địch | 13–5       | Th10 năm 2012    | Swiss Indoors, Thụy Sĩ                | 500 Series    | Cứng (i) | Roger Federer         | 6–4, 6–7(5–7), 7–6(7–3)           |
| Vô địch | 14–5       | Th2 năm 2013     | Rotterdam Open, Hà Lan                | 500 Series    | Cứng (i) | Julien Benneteau      | 7–6(7–2), 6–3                     |
| Á quân  | 14–6       | Th3 năm 2013     | Indian Wells Masters, Mỹ              | Masters 1000  | Cứng     | Rafael Nadal          | 6–4, 3–6, 4–6                     |
| Vô địch | 15–6       | Th8 năm 2013     | Washington Open, Mỹ (3)               | 500 Series    | Cứng     | John Isner            | 3–6, 6–1, 6–2                     |
| Vô địch | 16–6       | Th10 năm 2013    | Japan Open, Nhật Bản                  | 500 Series    | Cứng     | Milos Raonic          | 7–6(7–5), 7–5                     |
| Á quân  | 16–7       | Th10 năm 2013    | Shanghai Masters, Trung Quốc          | Masters 1000  | Cứng     | Novak Djokovic        | 1–6, 6–3, 6–7(3–7)                |
| Vô địch | 17–7       | Th10 năm 2013    | Swiss Indoors, Thụy Sĩ (2)            | 500 Series    | Cứng (i) | Roger Federer         | 7–6(7–3), 2–6, 6–4                |
| Vô địch | 18–7       | Th1 năm 2014     | Sydney International, Úc              | 250 Series    | Cứng     | Bernard Tomic         | 6–3, 6–1                          |
| Á quân  | 18–8       | Th8 năm 2016     | Olympic Games, Brazil                 | Olympics      | Cứng     | Andy Murray           | 5–7, 6–4, 2–6, 5–7                |
| Vô địch | 19–8       | Th10 năm 2016    | Stockholm Open, Thụy Điển             | 250 Series    | Cứng (i) | Jack Sock             | 7–5, 6–1                          |
| Vô địch | 20–8       | Th10 năm 2017    | Stockholm Open, Thụy Điển (2)         | 250 Series    | Cứng (i) | Grigor Dimitrov       | 6–4, 6–2                          |
| Á quân  | 20–9       | Th10 năm 2017    | Swiss Indoors, Thụy Sĩ                | 500 Series    | Cứng (i) | Roger Federer         | 7–6(7–5), 4–6, 3–6                |
| Á quân  | 20–10      | Th1 năm 2018     | Auckland Open, New Zealand            | 250 Series    | Cứng     | Roberto Bautista Agut | 1–6, 6–4, 5–7                     |
| Vô địch | 21–10      | Th3 năm 2018     | Mexican Open, Mexico                  | 500 Series    | Cứng     | Kevin Anderson        | 6–4, 6–4                          |
| Vô địch | 22–10      | Th3 năm 2018     | Indian Wells Masters, Mỹ              | Masters 1000  | Cứng     | Roger Federer         | 6–4, 6–7(8–10), 7–6(7–2)          |
| Á quân  | 22–11      | Th8 năm 2018     | Los Cabos Open, Mexico                | 250 Series    | Cứng     | Fabio Fognini         | 4–6, 2–6                          |
| Á quân  | 22–12      | Th9 năm 2018     | US Open, Mỹ                           | Grand Slam    | Cứng     | Novak Djokovic        | 3–6, 6–7(4–7), 3–6                |
| Á quân  | 22–13      | Th10 năm 2018    | China Open, Trung Quốc                | 500 Series    | Cứng     | Nikoloz Basilashvili  | 4–6, 4–6                          |

### Đôi: 1 (1 danh hiệu)
| Giải đấu                          |
| --------------------------------- |
| Grand Slam tournaments (0–0)      |
| ATP World Tour Finals (0–0)       |
| ATP World Tour Masters 1000 (0–0) |
| ATP World Tour 500 Series (0–0)   |
| ATP World Tour 250 Series (1–0)   |

| Mặt sân       |
| ------------- |
| Cứng (1–0)    |
| Đất nện (0–0) |
| Cỏ (0–0)      |

| Kiểu sân         |
| ---------------- |
| Ngoài trời (1–0) |
| Trong nhà (0–0)  |

| Kết quả | Thắng-Thua | Ngày         | Giải đấu                       | Cấp độ        | Mặt sân | Đông đội       | Đối thủ                          | Tỷ số            |
| ------- | ---------- | ------------ | ------------------------------ | ------------- | ------- | -------------- | -------------------------------- | ---------------- |
| Vô địch | 1–0        | Th7 năm 2007 | Indianapolis Championships, Mỹ | International | Cứng    | Travis Parrott | Teymuraz Gabashvili Ivo Karlović | 3–6, 6–2, [10–6] |